# Serhi Drebot
Serhi Volodymyrovych Drebot (en ucraniano: Сергій Володимирович Дребот, Ivano-Frankivsk, URSS, 16 de mayo de 1987) es un deportista ucraniano que compitió en judo. En los Juegos Europeos de Bakú 2015 consiguió una medalla de bronce en la prueba por equipo.

## Palmarés internacional
| Juegos Europeos | Juegos Europeos   | Juegos Europeos   | Juegos Europeos |
| Año             | Lugar             | Medalla           | Categoría       |
| --------------- | ----------------- | ----------------- | --------------- |
| 2015            | Bakú (Azerbaiyán) | Medalla de bronce | Equipo          |